# Milagros Sequera
Milagros Sequera (San Felipe, 30 september 1980) is een voormalig professioneel tennisspeelster uit Venezuela. Zij begon met tennis toen zij zeven jaar oud was. Haar favoriete ondergrond is hardcourt. Zij was actief in het proftennis van 1999 tot en met 2008.

## Loopbaan

### Enkelspel
Sequera won één WTA-titel, op het toernooi van Fez in 2007. Op het ITF-circuit won zij elf toernooien. In 2008 nam Sequera deel aan de Olympische spelen in Peking – zij kwam niet verder dan de eerste ronde.
Ze won twee maal de gouden medaille in het vrouwenenkelspel op de Pan-Amerikaanse Spelen. Een eerste maal in 2003 in Santo Domingo en een tweede maal in 2007 in Rio de Janeiro.
Haar beste prestatie op de grandslamtoernooien is het bereiken van de derde ronde. Haar hoogste positie op de WTA-ranglijst is de 48e plaats, die zij bereikte in juli 2007.

### Dubbelspel
In 2004 won Sequera drie WTA-titels, alle drie samen met de Australische Lisa McShea. Op het ITF-circuit won zij achttien toernooien. In 2000 nam Sequera deel aan de Olympische spelen in Sydney, samen met María Vento-Kabchi – de Venezolaanse dames bereikten de kwartfinale.
Haar beste prestatie op de grandslamtoernooien is het bereiken van de derde ronde in het damesdubbelspel, plus een halve finale in het gemengd dubbelspel met de Australiër Jordan Kerr, op Wimbledon 2003. Haar hoogste positie op de WTA-ranglijst is de 29e plaats, die zij bereikte in januari 2005.

## Posities op deWTA-ranglijst enkelspel
Positie per einde seizoen:
| jaartal | rank |  | jaartal | rank |
| ------- | ---- |  | ------- | ---- |
| 2008    | 207  |  | 2001    | 153  |
| 2007    | 74   |  | 2000    | 139  |
| 2006    | 101  |  | 1999    | 193  |
| 2005    | 150  |  | 1998    | –    |
| 2004    | 142  |  | 1997    | 528  |
| 2003    | 76   |  | 1996    | 599  |
| 2002    | 118  |  | 1995    | 874  |

## Prestatietabel
| Legenda | Legenda                          |
| ------- | -------------------------------- |
| g.t.    | geen toernooi gehouden           |
| l.c.    | lagere categorie                 |
| –       | niet deelgenomen                 |
| G       | uitgeschakeld in de groepsfase   |
| 1R      | uitgeschakeld in de eerste ronde |
| 2R      | uitgeschakeld in de tweede ronde |
| 3R      | uitgeschakeld in de derde ronde  |
| 4R      | uitgeschakeld in de vierde ronde |
| KF      | uitgeschakeld in de kwartfinale  |
| HF      | uitgeschakeld in de halve finale |
| F       | de finale verloren               |
| W       | het toernooi gewonnen            |
| w-v     | winst/verlies-balans             |

### Grand slam, enkelspel
| Toernooi        | 2002 | 2003 | 2004 | 2005 | 2006 | 2007 | 2008 |
| --------------- | ---- | ---- | ---- | ---- | ---- | ---- | ---- |
| Australian Open | –    | –    | 1R   | –    | –    | 2R   | –    |
| Roland Garros   | 1R   | –    | 1R   | –    | –    | 2R   | 2R   |
| Wimbledon       | –    | 1R   | 2R   | 1R   | –    | 3R   | 1R   |
| US Open         | –    | 2R   | 1R   | –    | 1R   | –    | –    |

### Grand slam, vrouwendubbelspel
| Toernooi        | 2002 | 2003 | 2004 | 2005 | 2006 | 2007 |
| --------------- | ---- | ---- | ---- | ---- | ---- | ---- |
| Australian Open | –    | 2R   | 2R   | 3R   | 1R   | 1R   |
| Roland Garros   | –    | 2R   | 2R   | 1R   | –    | 1R   |
| Wimbledon       | 1R   | 3R   | 1R   | 3R   | –    | 1R   |
| US Open         | –    | 1R   | 2R   | 1R   | 2R   | –    |

### Grand slam, gemengd dubbelspel
| Toernooi        | 2003 | 2004 | 2005 |
| --------------- | ---- | ---- | ---- |
| Australian Open | –    | –    | 1R   |
| Roland Garros   | –    | –    | –    |
| Wimbledon       | HF   | 2R   | –    |
| US Open         | –    | –    | –    |

## Palmares
| Legenda                | Legenda                  |
| ---------------------- | ------------------------ |
| Grandslamtoernooi      |                          |
| Olympische Spelen      |                          |
| Year-End Championships |                          |
| tot 2009               | 2009 – 2020 / vanaf 2021 |
| Tier I                 | Premier Mandatory        |
| Tier II                | Premier Five / WTA 1000  |
| Tier III               | Premier / WTA 500        |
| Tier IV & V            | International / WTA 250  |
|                        | Challenger / WTA 125     |

### WTA-finaleplaatsen enkelspel
| nr.              | datum      | toernooi   | ondergrond | tegenstandster     | score          |         |
| ---------------- | ---------- | ---------- | ---------- | ------------------ | -------------- | ------- |
| Gewonnen finales |            |            |            |                    |                |         |
| 1.               | 2007-05-20 | WTA Fez    | gravel     | Aleksandra Wozniak | 6-1, 6-3       | details |
| Verloren finales |            |            |            |                    |                |         |
| 1.               | 2003-11-02 | WTA Québec | tapijt (i) | Maria Sjarapova    | 3-6, 7-5, 60-7 | details |

### WTA-finaleplaatsen damesdubbelspel
| nr.              | datum      | toernooi        | ondergrond | partner     | tegenstandsters                     | score          |         |
| ---------------- | ---------- | --------------- | ---------- | ----------- | ----------------------------------- | -------------- | ------- |
| Gewonnen finales |            |                 |            |             |                                     |                |         |
| 1.               | 2004-03-07 | WTA Acapulco    | gravel     | Lisa McShea | Olga Blahotová Gabriela Navrátilová | 2-6, 7-65, 6-4 | details |
| 2.               | 2004-05-22 | WTA Straatsburg | gravel     | Lisa McShea | Tina Križan Katarina Srebotnik      | 6-4, 6-1       | details |
| 3.               | 2004-06-19 | WTA Rosmalen    | gras       | Lisa McShea | Jelena Kostanić Claudine Schaul     | 7-63, 6-3      | details |
| Verloren finales |            |                 |            |             |                                     |                |         |
| 1.               | 2004-06-13 | WTA Birmingham  | gras       | Lisa McShea | Maria Kirilenko Maria Sjarapova     | 2-6, 1-6       | details |